# Jim Nabors
James Thurston Nabors (Sylacauga, 12 de junho de 1930 – Honolulu, 30 de novembro de 2017) foi um ator, cantor e comediante americano, amplamente conhecido por seu personagem principal, Gomer Pyle.
Nabors foi descoberto por Andy Griffith enquanto trabalhava em uma boate de Santa Mônica, e mais tarde ele se juntou ao The Andy Griffith Show, onde interpretou o bem-humorado e pouco sofisticado Gomer Pyle. O personagem se mostrou tão popular que Nabors ganhou seu próprio spin-off de sucesso, Gomer Pyle, U.S.M.C.
Nabors também se tornou um convidado popular em programas de variedades que exibiam sua rica voz de barítono nas décadas de 1960 e 1970. Ele foi o convidado especial em todas as estreias da temporada do The Carol Burnett Show e teve dois especiais próprios em 1969 e 1974. Ele assinou um contrato de gravação com a Columbia Records em 1965 e posteriormente gravou vários álbuns e singles, a maioria deles contendo baladas românticas. Ele gravou para a Ranwood Records no final dos anos 1970.
Nabors também era conhecido por cantar "Back Home Again in Indiana" antes do início das 500 Milhas de Indianápolis, realizada anualmente no fim de semana do Memorial Day. Ele cantou o hino não oficial de Indiana quase todos os anos de 1972 a 2014, exceto em ausências ocasionais por doença ou conflitos de agenda.

## Início da vida e carreira
Nabors nasceu em Sylacauga, Alabama, em 12 de junho de 1930, filho de Fred Nabors, um policial, e Mavis Pearl (nascida Newman). Ele tinha duas irmãs mais velhas, Freddie e Annie Ruth. Ele cantou em sua escola e igreja. Mais tarde, frequentou a Universidade do Alabama, onde começou a atuar em esquetes. Enquanto estava no Alabama, ele se tornou membro da Fraternidade Internacional Delta Tau Delta. Depois de se formar, mudou-se para a cidade de Nova Iorque, onde trabalhou como digitador para as Nações Unidas; depois de um ano, ele se mudou para Chattanooga, Tennessee, onde conseguiu seu primeiro emprego na televisão como cortador de filmes na afiliada da NBC WRGP-TV (agora WRCB-TV) e também foi co-apresentador substituto em o espetáculo Holiday for Housewives.
Por causa de sua asma, Nabors mudou-se para Los Angeles e continuou seu trabalho como cortador de filmes, desta vez para a NBC. Também trabalhou em uma taberna de Santa Mônica, The Horn, cantando e atuando em teatro cabaré. Sua atuação o apresentou como um personagem semelhante ao posterior Gomer Pyle. Ele cantava em barítono e às vezes falava e cantava com sua voz aguda e cômica. No clube, o comediante Bill Dana viu a atuação de Nabors e o convidou para aparecer no The Steve Allen Show. Nabors assinou contrato com o programa, mas logo foi cancelado.

## Carreira

### Avanço e popularidade

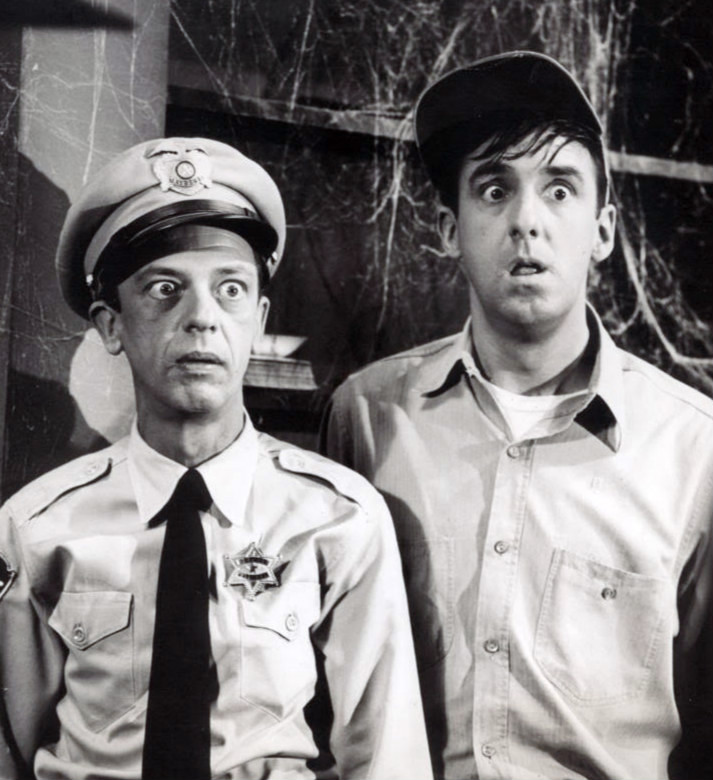
Nabors (à direita) e Don Knotts em uma foto publicitária do The Andy Griffith Show (1964)

Nabors fez sua estreia na televisão como "Jimmy Nabors" no programa Today in Dixie da WJBF em Augusta, Geórgia. Ele era ativo no coral da Grace United Methodist Church em North Augusta.
Andy Griffith descobriu Nabors no The Horn e o contratou para interpretar o papel único de Gomer Pyle, um frentista estúpido de posto de gasolina no The Andy Griffith Show (3ª temporada, episódio 13, "The Bank Job"). O personagem de Nabors foi baseado em sua atuação no The Horn, e se tornou tão popular que ele se tornou regular no programa e mais tarde recebeu o spin-off Gomer Pyle, U.S.M.C., no qual seu personagem se juntou aos fuzileiros navais. O show colocou o personagem ingênuo e desajeitado de Nabors ao lado do sargento de artilharia Vince Carter (Frank Sutton).
Gomer Pyle permaneceu popular apesar da concordância da Guerra do Vietnã porque o programa evitou temas relacionados à guerra e, em vez disso, focou nas raízes rurais do personagem e na relação entre Pyle e Carter. Nabors renunciou ao Gomer Pyle, U.S.M.C. após cinco temporadas porque queria passar para outra coisa, "alcançar outro degrau na escada, para cima ou para baixo".

### Carreira de cantor
Nabors revelou pela primeira vez sua bela voz para cantar em 24 de fevereiro de 1964, no episódio "The Song Festers" do The Andy Griffith Show e em 8 de abril de 1964, no The Danny Kaye Show, e posteriormente capitalizou isso com inúmeras gravações de sucesso e performances ao vivo. A maioria das músicas eram baladas românticas, embora ele também cantasse músicas pop, gospel e country.
A performance vocal culminante em Gomer Pyle, U.S.M.C. veio em um episódio intitulado "The Show Must Go On", exibido em 3 de novembro de 1967, no qual Pyle cantou " The Impossible Dream (The Quest) " em Washington, D.C., em um show de socorro da Marinha dos EUA, acompanhado pela Banda do Corpo de Fuzileiros Navais. Um clipe do programa, no qual Pyle diz o slogan "Surprise, surprise, surprise!" aparece no álbum The Wall do Pink Floyd na música "Nobody Home". Ele apresentou um programa de variedades, The Jim Nabors Hour (1969–1971), que apresentava seus co-estrelas de Gomer Pyle, Ronnie Schell e Frank Sutton. Apesar da fraca recepção crítica, o programa foi popular e ganhou uma indicação ao Emmy. Após o cancelamento de The Jim Nabors Hour, Nabors embarcou em um roadshow nacional.

### Carreira posterior
Assim como seu papel de Gomer Pyle, Nabors achou seus papéis subsequentes principalmente cômicos. Na década de 1970, ele apareceu no programa infantil de televisão The Krofft Supershow. Ele apareceu em todas as estreias da temporada de The Carol Burnett Show, porque Burnett o considerava um "amuleto da boa sorte". Eles eram tão próximos que ele se tornou padrinho de sua filha Jody.
Em um episódio de The Rookies de 1973, ele desempenhou seu primeiro papel dramático, um homem chamado para ser um assassino após a morte de sua irmã. Também em 1973, Nabors cantou "The Star-Spangled Banner" antes do primeiro jogo da Major League Baseball World Series. De 1977 a 1978, Nabors apresentou outro programa de variedades, The Jim Nabors Show. Embora o show tenha durado apenas uma temporada, Nabors foi indicado ao Daytime Emmy Award de Melhor Apresentador ou Anfitrião em Série de Palestra, Serviço ou Variedade.

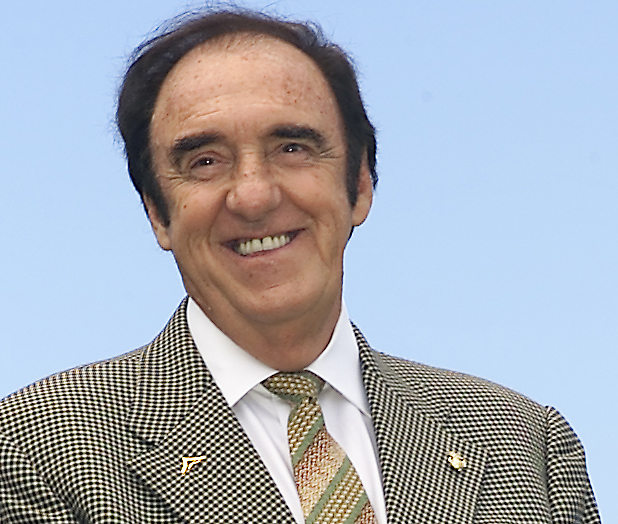
Nabors em 2001

Nabors acabou se cansando do "horário nobre da TV" e abandonou os empregos na televisão para ir a boates e shows e um papel em uma produção itinerante de O Homem de La Mancha. No entanto, Sid e Marty Krofft persuadiram Nabors a estrelar o programa de televisão infantil de sábado de manhã The Lost Saucer, sobre dois andróides desajeitados, Fi (Ruth Buzzi) e Fum (Nabors), que viajam no tempo com duas crianças. Nabors, cujo personagem foi descrito como um "Gomer Pyle no espaço sideral", cantou em alguns episódios. Ele também estrelou The Muppet Show (temporada 1, episódio 6).
Na década de 1980, Nabors apareceu em três longas-metragens estrelados por seu amigo Burt Reynolds, a pedido deste último. Em The Best Little Whorehouse in Texas (1982), sobre um xerife (Reynolds) que se apaixona por uma senhora de bordel (Dolly Parton), Nabors interpretou o delegado Fred, personagem semelhante a Gomer Pyle. Embora o filme tenha recebido críticas em sua maioria desfavoráveis, Nabors recebeu alguns comentários positivos por sua atuação.
Em 1983, Nabors interpretou um mecânico de automóveis em Stroker Ace, estrelado por Burt Reynolds como um piloto de corrida da NASCAR que tem um relacionamento contencioso com o dono de sua equipe, um empresário de uma rede de fast-food de frango frito. O filme foi criticado e Nabors ganhou o prêmio Framboesa de Ouro por sua atuação. Em Cannonball Run II (1984), repleto de estrelas de Reynolds, sobre uma perseguição de carro cross-country, Nabors fez uma pequena aparição ao lado de celebridades como Dom DeLuise, Jackie Chan, Shirley MacLaine, Dean Martin, Frank Sinatra e co-estrelas do Andy Griffith Show Don Knotts e George Lindsey. Como os dois filmes anteriores de Reynolds em que Nabors apareceu, Cannonball recebeu críticas em sua maioria negativas.
Em 1986, Nabors voltou à televisão, reprisando seu papel como Gomer Pyle no filme para televisão Return to Mayberry, no qual o elenco de The Andy Griffith Show se reuniu. Também em 1986, Nabors estrelou o piloto de comédia de meia hora Sylvan in Paradise como o personagem-título, Sylvan Sprayberry, um capitão do sino propenso a acidentes em um hotel havaiano. A série não foi escolhida pela NBC.

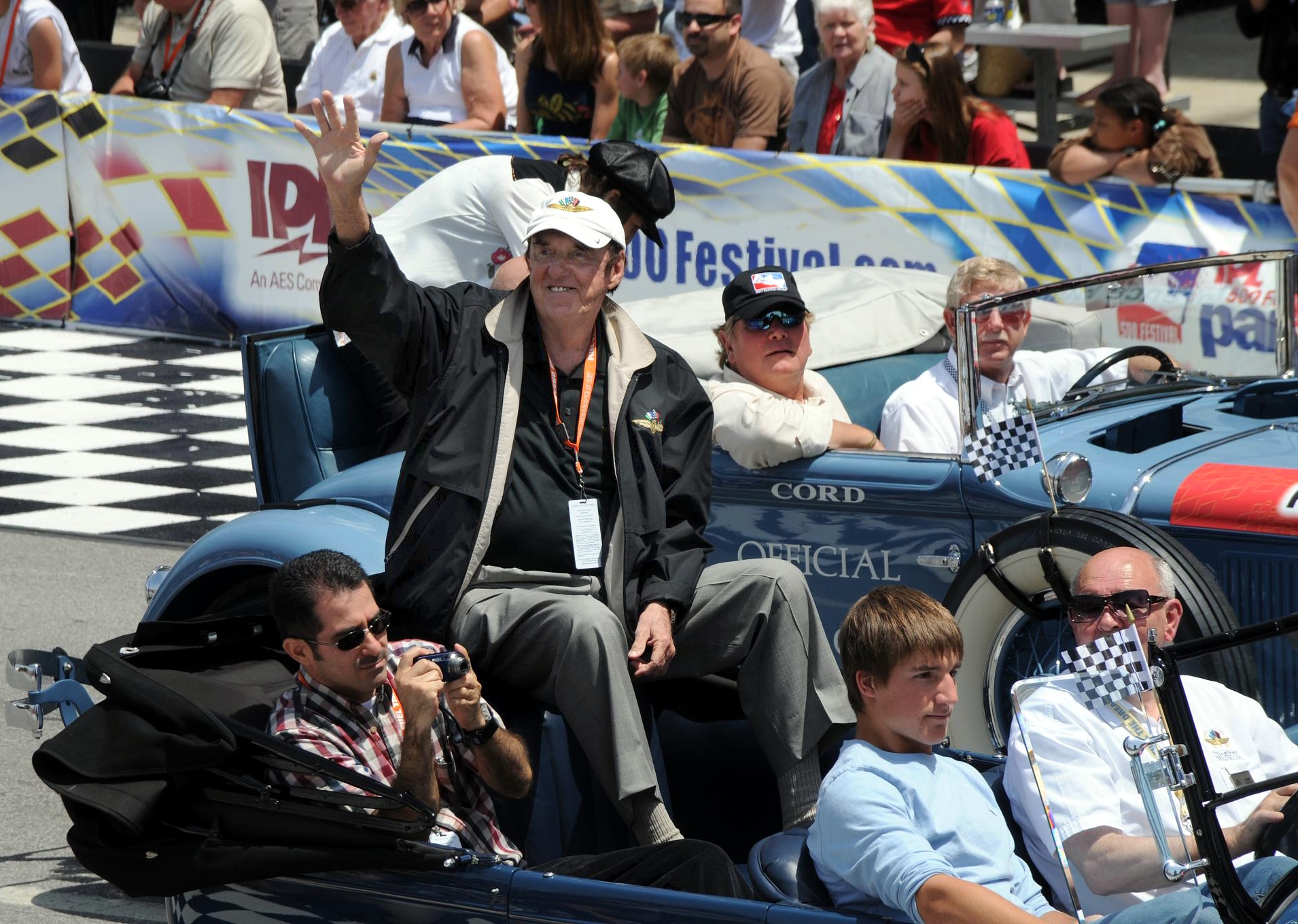
Nabors nas 500 Milhas de Indianápolis de 2008. Por mais de 40 anos ele cantou "Back Home Again in Indiana" antes do início da corrida.

Depois de se mudar de Bel Air, Califórnia, para o Havaí, com seu parceiro Stan Cadwallader em 1976, ele lançou um show, The Jim Nabors Polynesian Extravaganza no Hilton Hawaiian Village, que durou dois anos. Nabors eventualmente experimentou o "esgotamento da luz brilhante" e desapareceu do palco, exceto para uma apresentação ocasional. Em 1984, após um hiato de cinco anos, Nabors voltou a se apresentar, estrelando o show "Moulin Rouge" no Las Vegas Hilton e outros shows em Reno e Las Vegas. Em 1982, ele fez sua estreia teatral como Harold Hill em The Music Man com Florence Henderson no Burt Reynolds Dinner Theatre em Júpiter, Flórida.
Em 1994, Nabors sofreu um caso quase fatal de hepatite B. Segundo Nabors, ele contraiu a doença enquanto viajava pela Índia; ele se barbeou com uma navalha e "bateu [seu] rosto todo para cima". A doença causou insuficiência hepática e Nabors recebeu um prognóstico sombrio; no entanto, sua amiga Carol Burnett contatou o chefe da divisão de transplante de fígado da Universidade da Califórnia em Los Angeles, e deu a informação a Nabors. Nabors mais tarde se envolveu com a American Liver Foundation como resultado de sua experiência.
Pouco depois de se recuperar do transplante, Nabors embarcou em outra viagem, com paradas em Phoenix, St. Louis e Washington. De 1997 a 2006, Nabors estrelou A Merry Christmas with Friends and Nabors, produzido por Burton White, uma apresentação ao vivo no Hawaii Theatre Center em Honolulu. A produção, com artistas locais e nacionais, teve 40 apresentações e foi dirigida por Tom Hansen até a morte de Hansen em 2006. A apresentação final foi dirigida por John Rampage e dedicada a Hansen.

### Aposentadoria
De 1972 a 2014, Nabors cantou "Back Home Again in Indiana" com a Purdue All-American Marching Band antes de cada corrida das 500 Milhas de Indianápolis. Em março de 2014, Nabors anunciou que as 500 Milhas de Indianápolis de 2014 seria sua última aparição, porque problemas de saúde estavam limitando sua capacidade de viajar. Após sua aposentadoria deste papel, o canto de "Back Home Again in Indiana" foi feito de forma rotativa (como acontecia antes de Nabors se tornar o artista regular), antes que os organizadores nomeassem o cantor do hino do Chicago Blackhawks, Jim Cornelison, como substituto permanente.

## Vida pessoal
Nabors começou a passar férias no Havaí na década de 1960 e, em 1976, mudou-se de Bel Air, Califórnia, para Honolulu, Havaí. Durante 25 anos, ele foi dono de uma plantação de macadamia em Maui antes de vendê-la ao National Tropical Botanical Garden, uma organização conservacionista, embora ainda mantivesse os direitos agrícolas da terra e possuísse uma segunda casa na propriedade.

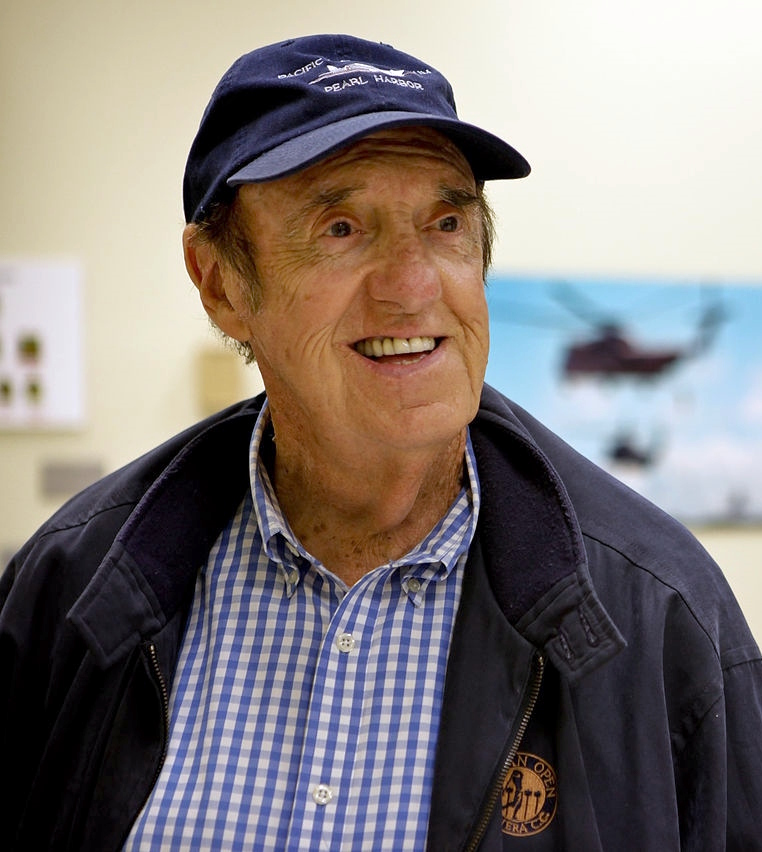
Nabors em 2010

Ele também era dono de uma casa e passou alguns verões em Whitefish, Montana, durante a década de 1990.
Em 15 de janeiro de 2013, Nabors casou-se com seu parceiro de 38 anos, Stan Cadwallader, no Fairmont Olympic Hotel em Seattle, Washington, um mês depois que o casamento entre pessoas do mesmo sexo se tornou legal em Washington. Eles se conheceram na década de 1970, quando Cadwallader era bombeiro em Honolulu, e começaram a namorar em 1975. Embora a homossexualidade de Nabors não fosse amplamente conhecida antes disso, também não era completamente secreta. Por exemplo, Nabors trouxe seu então parceiro Cadwallader para sua apresentação nas 500 Milhas de Indianápolis de 1978.

### Suposto relacionamento com Rock Hudson
Um boato de longa data afirma que Nabors se casou com o ator Rock Hudson no início dos anos 1970, pouco antes de Nabors iniciar seu relacionamento com Cadwallader. Não só o casamento entre pessoas do mesmo sexo ainda não era legal em nenhum lugar dos Estados Unidos na época, mas os dois atores gays enrustidos nunca foram, segundo cada um, mais do que amigos casuais. Segundo Hudson, a história se originou com um grupo de "homossexuais de meia-idade que moram em Huntington Beach", que enviaram convites de brincadeira para seu encontro anual. Um ano, o grupo convidou seus membros para testemunhar "o casamento de Rock Hudson e Jim Nabors", no qual Hudson adotaria o sobrenome do personagem mais famoso de Nabors, Gomer Pyle, tornando-se "Rock Pyle". Os rumores se espalharam e, por causa disso, os dois garantiram que nunca fossem vistos juntos em público.

## Morte
Nabors morreu em sua casa em Honolulu, Havaí, em 30 de novembro de 2017, aos 87 anos.
O Corpo de Fuzileiros Navais dos Estados Unidos divulgou um comunicado sobre Nabors: "Semper Fi, Gomer Pyle. Descanse em paz Jim Nabors, um dos poucos a ser nomeado Fuzileiro Naval Honorário." A segunda-dama dos Estados Unidos e ex-primeira-dama de Indiana Karen Pence escreveu uma declaração no X (antigo Twitter): "É muito triste saber do falecimento de Jim Nabors. Nós o ouvimos cantar 'Back Home Again in Indiana' nas 500 Milhas de Indianápolis inúmeras vezes. Sentiremos falta de sua bela voz."
Em entrevista ao The Hollywood Reporter, Carol Burnett prestou homenagem a Nabors, dizendo que eles eram "amigos íntimos há 52 anos. ... Meu coração está pesado. Estou grata por ele ter sido uma grande parte da minha vida. Sinto falta dele. Eu amo ele." O piloto da IndyCar, Tony Kanaan, elogiou o desempenho de Nabors em "Back Home Again in Indiana". O jornalista Larry King elogiou Nabors como um "homem gentil com imenso talento" ao enviar condolências à sua família.

## Elogios e homenagens

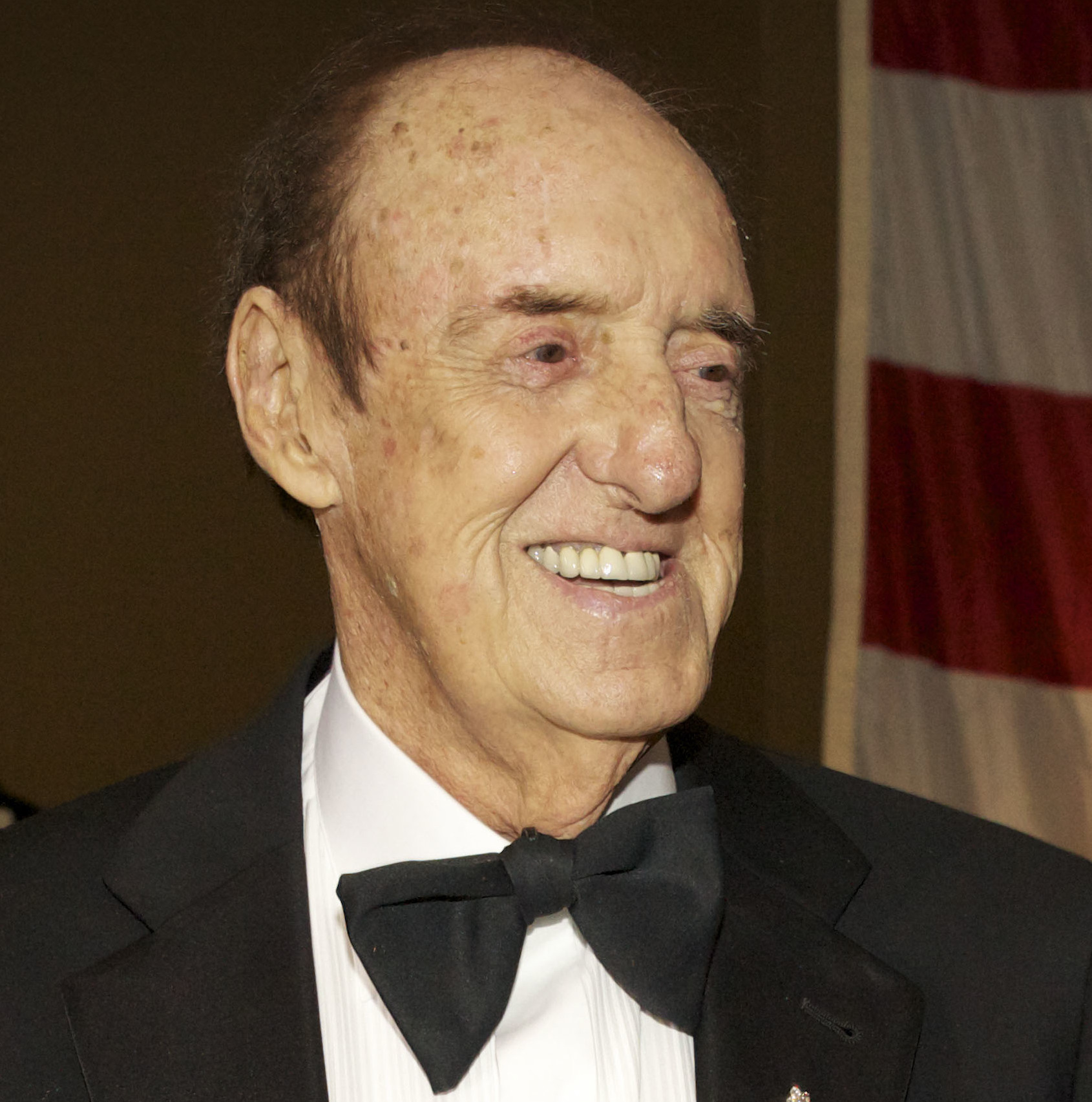
Nabors em 2013

Os sucessos de Nabors lhe renderam elogios.
- Nabors recebeu uma estrela na Calçada da Fama de Hollywood em 1991.[65]
- "Gomer Pyle" recebeu uma promoção honorária a anspeçada do Comandante do Corpo de Fuzileiros Navais James L. Jones em 2001, e em 25 de setembro de 2007, foi promovido de anspeçada a Cabo pelo Tenente-general John F. Goodman.[66][67]
- A Hawaii Pacific University concedeu a Nabors o prêmio Fellow of the Pacific por sua "excelente liderança, serviço e dedicação à comunidade".
- Ele foi introduzido no Alabama Stage and Screen Hall of Fame em 2006.
- Ele recebeu honras da Universidade do Alabama em 2 de setembro de 2006, antes de um jogo de futebol americano contra a Universidade do Havaii.
- Nabors, junto com o senador norte-americano Daniel Inouye, foi homenageado em 19 de janeiro de 2007, em "A Night of American Heroes", um jantar anual realizado em benefício do Battleship Missouri Memorial em Pearl Harbor.[68]
- Em outubro de 1978, o estado do Alabama nomeou uma seção da US Route 280 no Condado de Talladega, Alabama, como "Rodovia Jim Nabors" em homenagem ao nativo de Sylacauga.
- Jim Nabors foi nomeado sargento honorário durante a celebração do baile de aniversário do 238º Corpo de Fuzileiros Navais em 15 de novembro de 2013, pelo Comandante do Corpo de Fuzileiros Navais, General James F. Amos.

## Discografia selecionada
Nabors gravou 28 álbuns e vários singles; três foram certificados ouro ou platina pela Recording Industry Association of America (RIAA).
- Jim Nabors Sings Love Me with All Your Heart (lançado em 1966, certificado ouro em 1968)
- Jim Nabors Sings the Lord's Prayer (lançado em 1968, certificado ouro em 1974)
- Jim Nabors Christmas Album (lançado em 1966, certificado ouro em 1970)

## Filmografia

### Cinema
| Ano  | Título                              | Personagem                                 | Notas                                                |
| ---- | ----------------------------------- | ------------------------------------------ | ---------------------------------------------------- |
| 1963 | Take Her, She's Mine                | Clancy, gerente da cafeteria Sleeping Pill | Sem créditos                                         |
| 1982 | The Best Little Whorehouse in Texas | Vice-xerife Fred                           |                                                      |
| 1983 | Stroker Ace                         | Lugs Harvey                                | Vencedor: Framboesa de Ouro de pior ator coadjuvante |
| 1984 | Cannonball Run II                   | Pvt. Homer Lyle                            |                                                      |

### Televisão
| Ano       | Título                            | Personagem                                   | Notas |
| --------- | --------------------------------- | -------------------------------------------- | --- |
| 1961      | The Steve Allen Show              | Ele mesmo                                    | |
| 1963      | I'm Dickens, He's Fenster         |                                              | Episódio: "The Carpenters Four"                                                                                        |
| 1963      | Mr. Smith Goes to Washington      | Claude                                       | 2 episódios |
| 1963      | The Danny Kaye Show               | Ele mesmo                                    | 2 episódios |
| 1962–1964 | The Andy Griffith Show            | Gomer Pyle                                   | 23 episódios |
| 1964–1969 | Gomer Pyle, U.S.M.C.              | Gomer Pyle                                   | 150 episódios |
| 1966      | The Lucy Show                     | Gomer Pyle                                   | Episódio: "Lucy Gets Caught Up in the Draft"                                                                           |
| 1967      | The Smothers Brothers Comedy Hour | Ele mesmo                                    | Episódio #1.1 |
| 1968      | The Dean Martin Show              | Ele mesmo                                    | Episódio: "1968 Christmas Show"                                                                                        |
| 1969      | The Don Rickles Show              | Ele mesmo                                    | Episódio #1.16 |
| 1969      | The Leslie Uggams Show            | Ele mesmo                                    | Episódio #1.5 |
| 1969–1971 | The Jim Nabors Hour               | Apresentador/Vários personagens              | 51 episódios |
| 1967–1977 | The Carol Burnett Show            | Ele mesmo                                    | 9 episódios (o episódio de estreia de cada temporada)                                                                  |
| 1970-1971 | Sesame Street                     | Ele mesmo                                    | 2 episódios |
| 1971      | The Johnny Cash Show              | Ele mesmo                                    | Episódio #2.19 |
| 1972–1973 | The Flip Wilson Show              | Ele mesmo                                    | 2 episódios |
| 1973      | The Rookies                       | Corley Curlew                                | Episódio: "Down Home Boy"                                                                                              |
| 1973–1974 | The Sonny & Cher Comedy Hour      | Ele mesmo/Vários personagens                 | 4 episódios |
| 1976      | The Lost Saucer                   | Fum                                          | 16 episódios |
| 1976      | The Muppet Show                   | Ele mesmo/Billy Lee Boomer/Guarda da Padaria | Episódio #1.6 |
| 1976–1977 | The Sonny & Cher Show             | Ele mesmo/Vários personagens                 | 6 episódios |
| 1977–1981 | The Love Boat                     | Robert Tanner, Wayne Bouton, o manobrista    | 3 episódios |
| 1978      | The Jim Nabors Show               | Apresentador                                 | Nomeado para um Daytime Emmy (para melhor apresentador ou anfitrião em uma série de palestras, serviços ou variedades) |
| 1978      | Buford and The Galloping Ghost    | Deputy Goofer McGee (voz)                    | 13 episódios |
| 1981      | Aloha Paradise                    |                                              | Episódio: "Alex and Annie/Blue Honeymoon/Another Thing"                                                                |
| 1983      | Knight Rider                      | Passerby                                     | Episódio: "Soul Survivor"                                                                                              |
| 1986      | Return to Mayberry                | Gomer Pyle                                   | Telefilme |
| 1986      | Sylvan in Paradise                | Sylvan Sprayberry                            | Telefilme |
| 1991      | Hi Honey, I'm Home!               | Gomer Pyle                                   | Episódio: "Hi Mom, I'm Not Home"                                                                                       |
| 1991      | The Carol Burnett Show            | Personagens de esquete                       | Episódios desconhecidos                                                                                                |